# Cyrba boveyi
Cyrba boveyi är en spindelart som beskrevs av Roger de Lessert 1933. Cyrba boveyi ingår i släktet Cyrba och familjen hoppspindlar. Inga underarter finns listade i Catalogue of Life.